# Tomohide Nakazawa
Tomohide Nakazawa (født 13. september 1980) er en tidligere japansk fodboldspiller.
Han har spillet for flere forskellige klubber i sin karriere, herunder Yokohama FC.